# Eulithis subalba
Eulithis subalba là một loài bướm đêm trong họ Geometridae.